# Buitenreclame

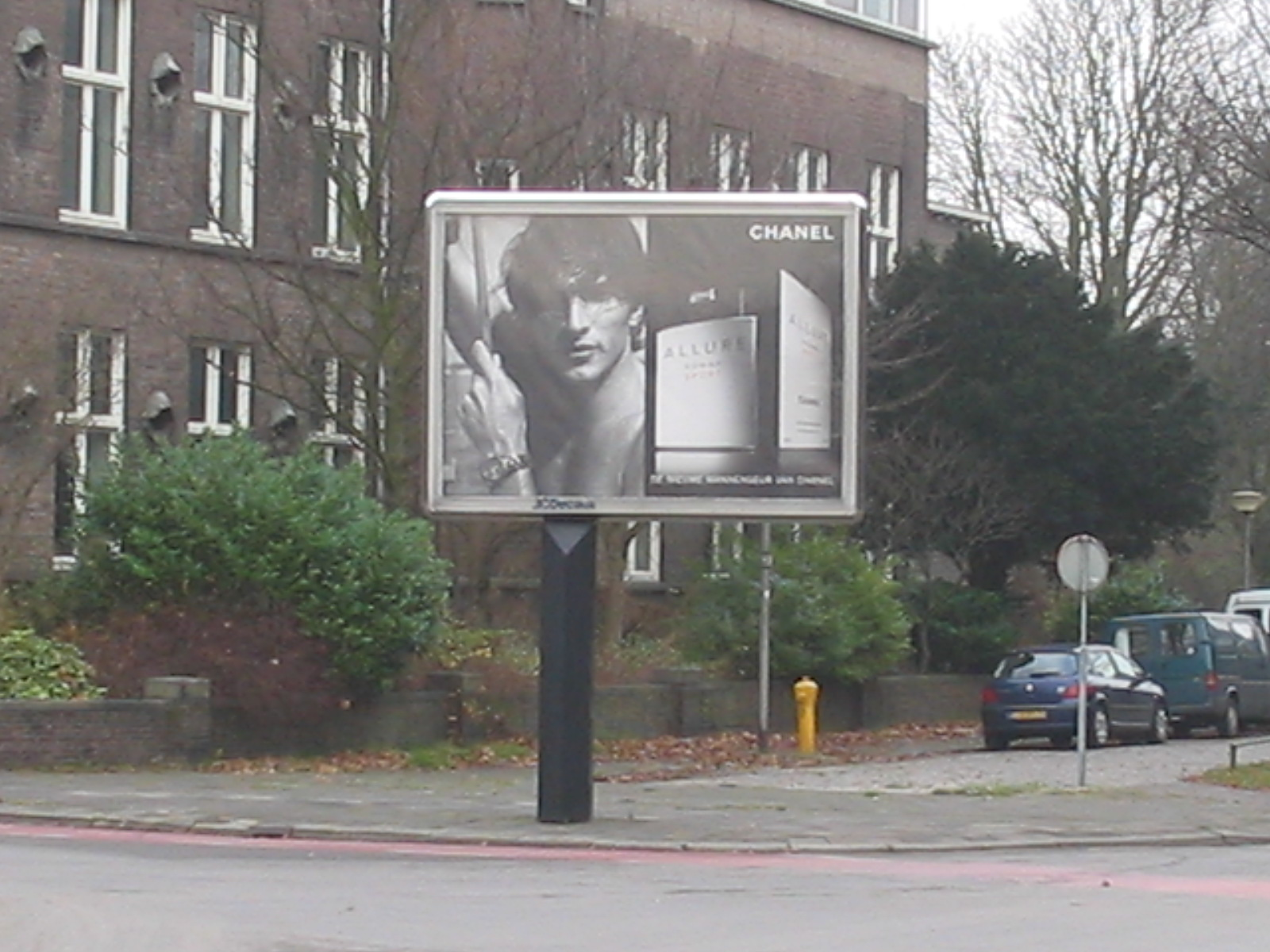
Billboard

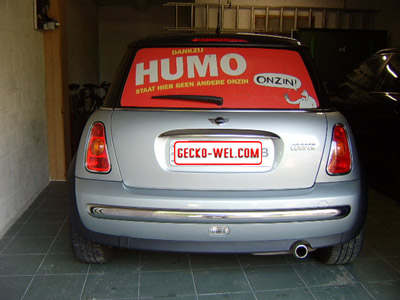
Achterruitreclame

Buitenreclame is een reclameuiting die vanaf de openbare weg zichtbaar is. De Engelstalige term outdoor advertising wordt ook wel gebezigd.

## Omschrijving
Uitingen van buitenreclame zijn divers. Het gaat om losstaande objecten of om borden of affiches of belettering die aan gebouwen of objecten in de openbare ruimte bevestigd zijn of er deel van uitmaken. Buitenreclame kan tijdelijk of permanent van aard zijn en van diverse materialen vervaardigd. De oudste vormen betreffen belettering op de ruiten van winkels, reclameborden en uithangborden van winkels. Later kwamen daar losstaande objecten waar reclame aan bevestigd kon worden bij. 
De grootste vormen betreffen de zogenaamde billboards – enorme reclameborden aan de snelwegen maar ook in de steden geplaatst. De grootste permanente reclameuiting in Nederland is het 850 vierkante meter grote reclamedisplay op het voormalige Nedlloydgebouw aan de Boompjes te Rotterdam.
Buitenreclame is grofweg in te delen in drie hoofdgroepen: 1) gevelreclame 2) buitenreclame op eigen terrein 3) reclame in de openbare ruimte en twee categorieën: a) handelsreclame, b) product- en evenementen reclame. Bij handelsreclame wordt buitenreclame hoofdzakelijk ingezet om logo, identiteit, huisstijl en/of branche van een bedrijf of organisatie te communiceren. Product- en evenementen reclame komt vooral voor op locaties waar veel passanten of verkeersbewegingen zijn. Die promotie is van tijdelijke aard en maakt vaak deel uit van reclamecampagne.

## Kritiek
Het straatbeeld kan verstoord worden door veel buitenreclame. In de Braziliaanse stad São Paulo geldt daarom sinds 2007 de Schonestadswet (Portugees: Lei Cidade Limpa) die buitenreclame verbiedt. Honderdduizenden borden moesten verdwijnen op straffe van een boete.
In de Verenigde Staten zijn billboards verboden in diverse staten, waaronder Alaska, Hawaï, Maine and Vermont. In de Indiase stad Chennai is het oprichten van reclameborden sinds 2009 niet meer toegestaan.
De Franse stad Grenoble is de eerste Europese stad die commerciële buitenreclame verbiedt. Sinds 2015 is buitenreclame daar voorbehouden aan bescheiden sociale en culturele kennisgevingen.

## Soorten
- reclame door bestickering of beschildering van bedrijfsvoertuigen (vrachtwagens of personenauto's of bedrijfsauto's) of openbaar vervoersmiddelen als bussen, trams en treinen
- gevelreclame (uithangborden, led-schermen of lichtbakken, aan gevels van woningen, winkels en gebouwen) en tijdelijke reclame op de ruiten van leegstaande winkelpanden
- lichtmastreclame (verlichte en onverlichte reclameadvertenties, bevestigd aan lichtmasten op circa 3,5 à 4,5 meter hoogte)
- rotondereclame of sponsoring openbare ruimte op rotondes of in de berm
- plattegrond informatiekast
- a0, driehoeks- en sandwichborden bevestigd onderaan lantaarnpalen
- reclame in frames op netwerkkasten, trafohuisjes en kasten
- reclame-uitingen op of onder stadsklokken
- abrireclame
- mupi's, al dan niet digitaal
- op openbare objecten of op aanplakborden geplakte affiches (illegale variant: wildplakken)
- reclamemasten langs snelwegen, al dan niet voorzien van led-schermen
- billboard (al dan niet mobiel, digitaal of analoog)
- reverse graffiti[6]
- spandoeken
- vlaggen/banieren
- toeristische-, recreatieve bewegwijzering en bewegwijzering op bedrijventerreinen
- lichtprojectie
- stoepreclame [7]
- weilandreclame [1]

## Zie ook

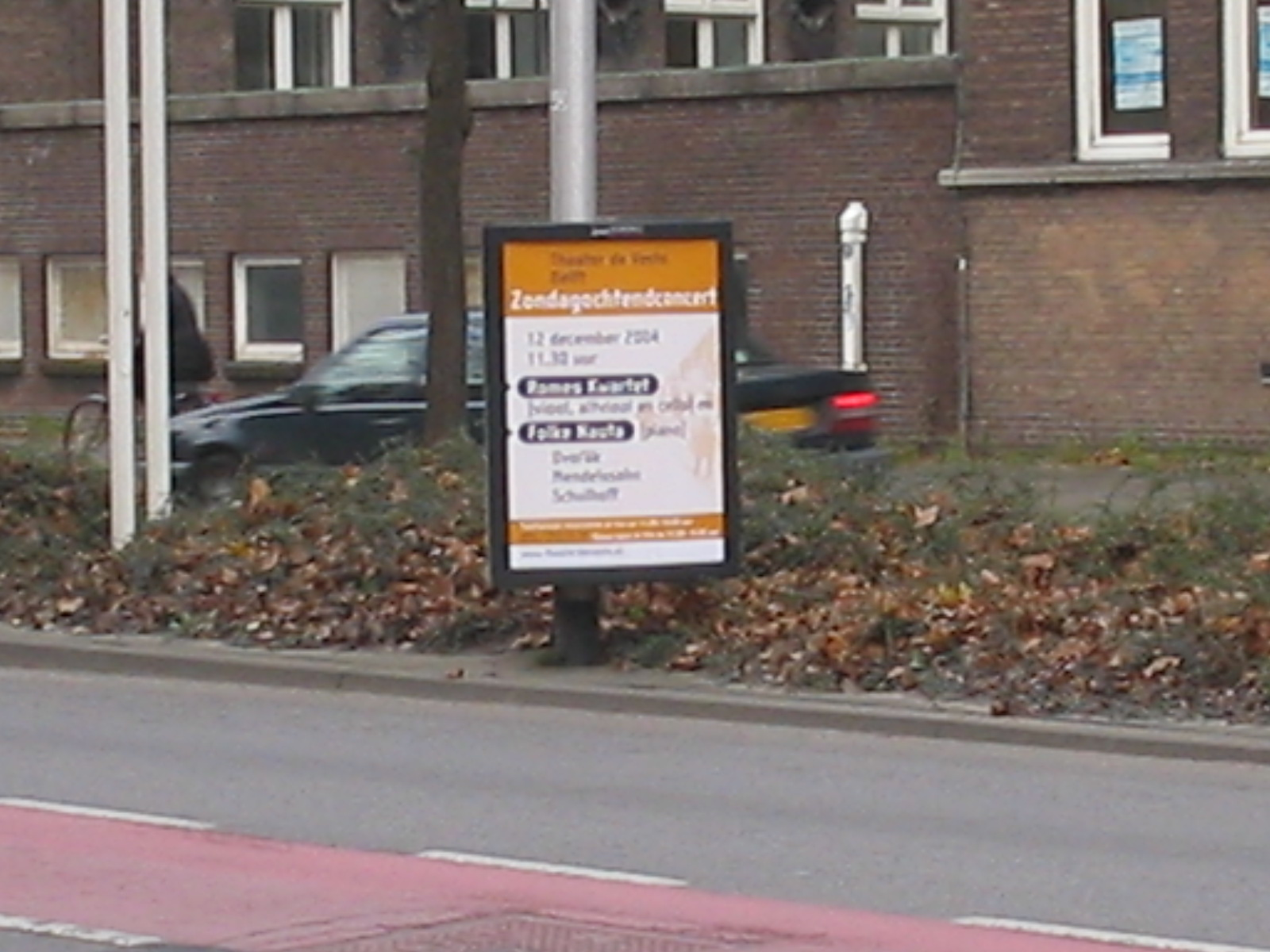
Sandwichboard
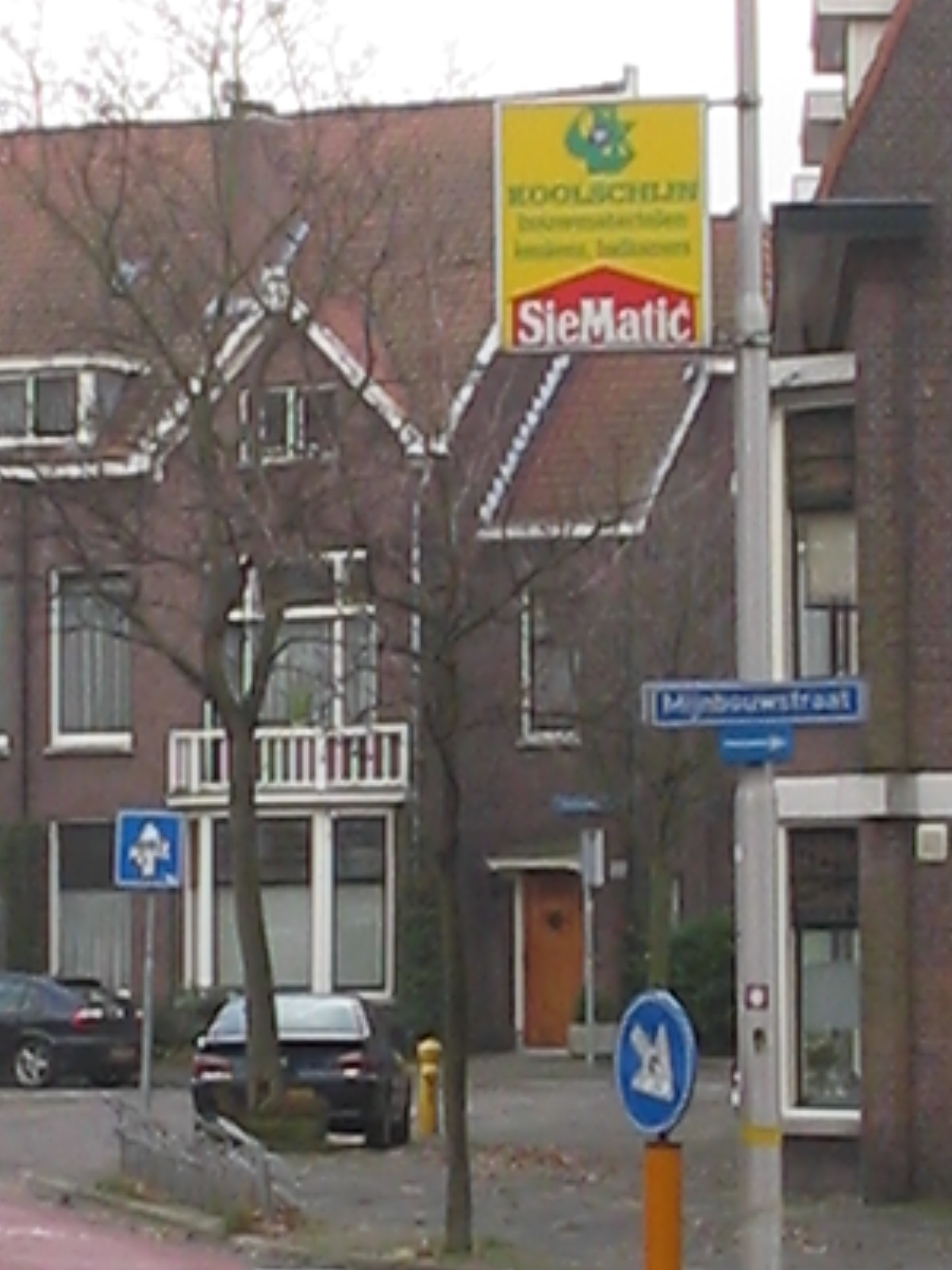
Lichtmastreclame
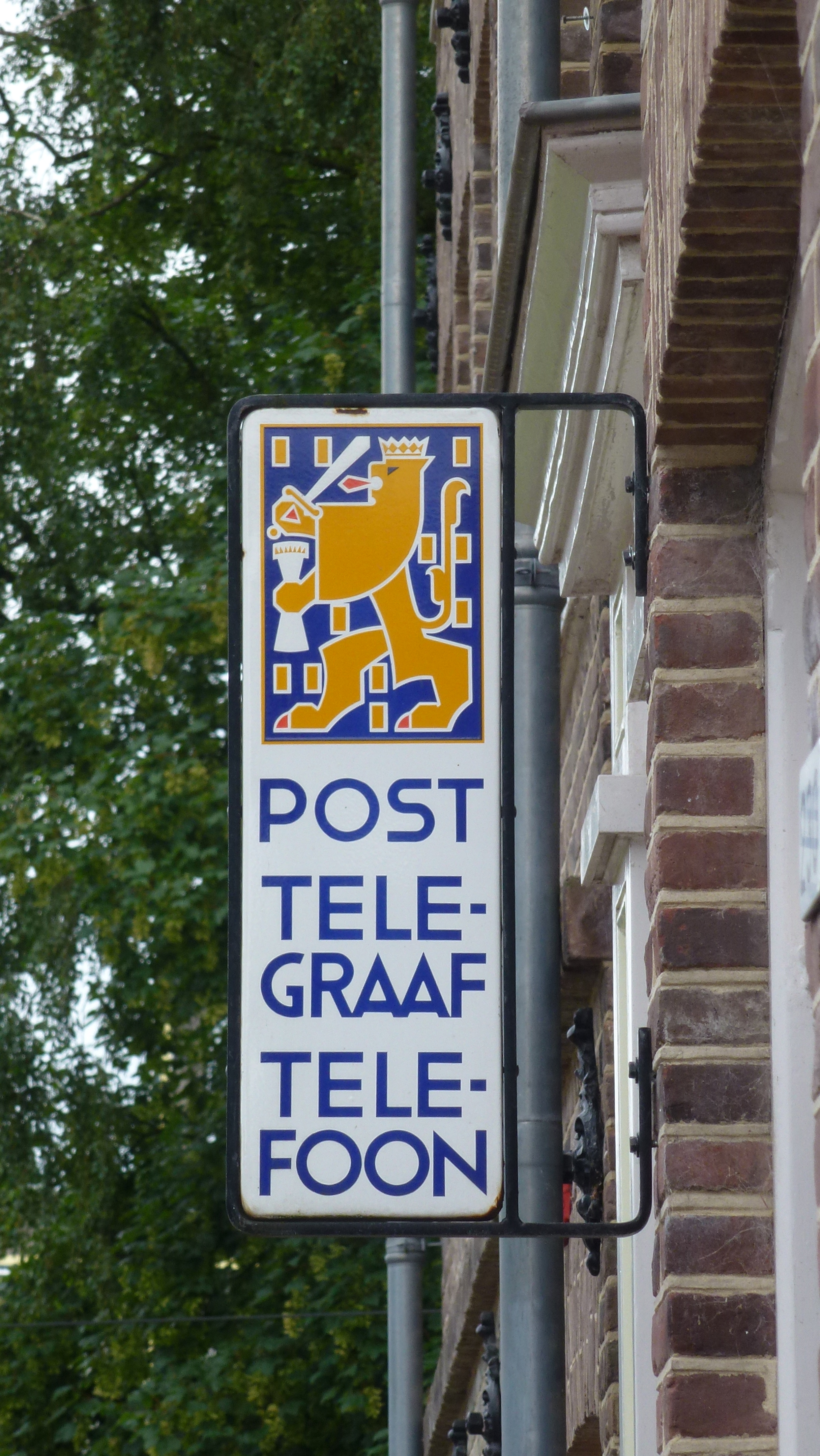
Uithangbord
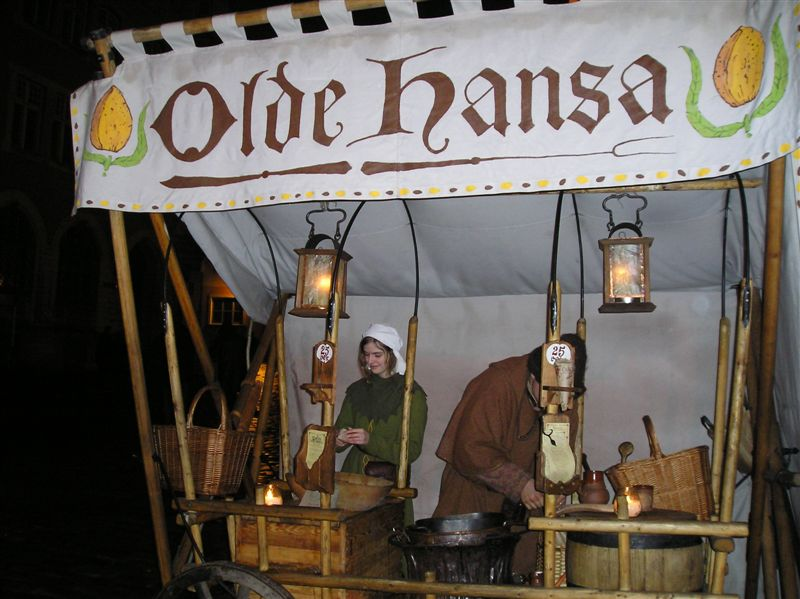
Reclamestand
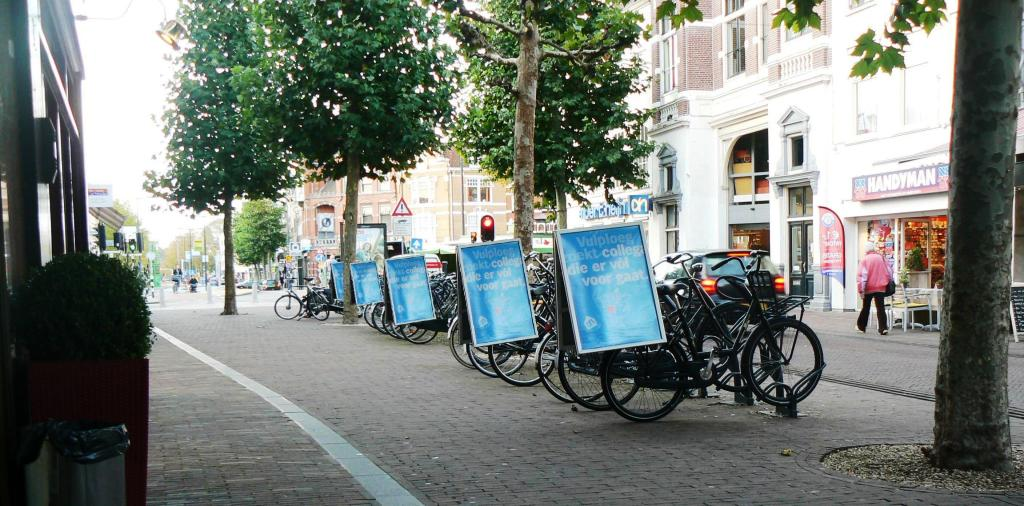
Fietsreclame

## Bekende exploitanten
- JCDecaux
- Global
- Ocean Outdoor
- Clear Channel
- Nationaal Publiciteits Bureau
- Centercom